# Musée de la Femme Henriette-Bathily
Pour les articles homonymes, voir Bathily.

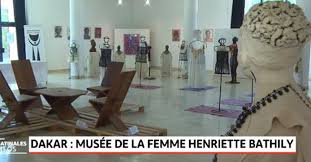
Intérieur du musée de la Femme Henriette-Bathily.

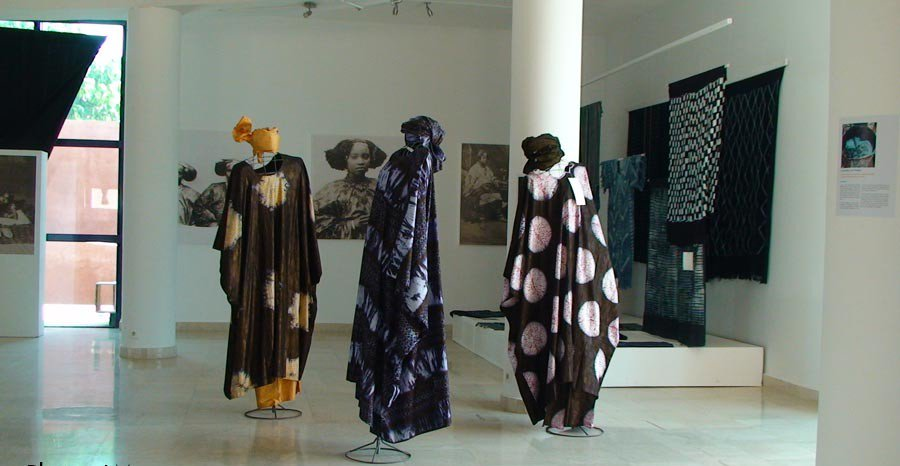
Musée de la Femme Henriette-Bathily (Dakar-Place du souvenir Ouest Africain).

Le musée de la Femme Henriette-Bathily est une institution sénégalaise fondée d'après un projet conçu dès 1987 par le cinéaste Ousmane William Mbaye et lancée en juin 1994 sous la direction d'Annette Mbaye d'Erneville. Situé jusqu'en 2014 sur l'île de Gorée, face à la Maison des Esclaves, il est transféré à Dakar, dans une des coupoles de la place du Souvenir africain et de la Diaspora (corniche Ouest-Dakar) en 2015, après deux ans de fermeture. Il est dédié aux Sénégalaises d'hier et d'aujourd'hui et à leur histoire.
L'un des panthéons de la place du Souvenir africain est dédiée à la femme sénégalaise. Objets traditionnels, œuvres d'art, artisanat, vêtements, bijoux... constituent le fonds du Mufem, qui, au-delà du témoignage, aide à l'émancipation des femmes avec l'organisation de réunions culturelles, d'ateliers et de formations. 

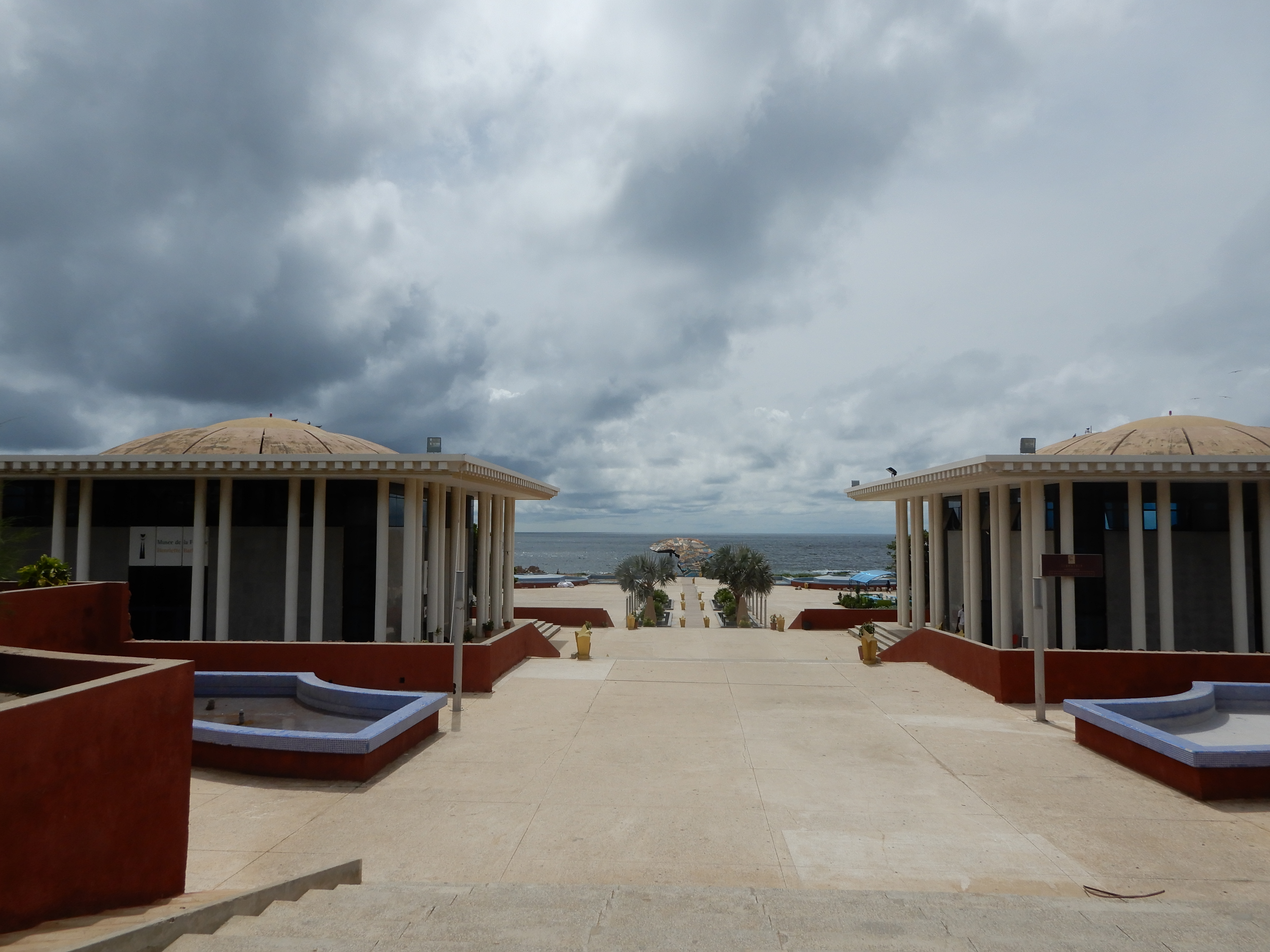
Place du Souvenir ouest-africain.

L’espace met la lumière sur la place et le rôle et de la femme sénégalaise. Ce musée/galerie d’art dispose ainsi d’importantes collections d’œuvres sur l’histoire de femmes d’ici et d’ailleurs, mais réserve la part belle à celles du pays. Il présente aux visiteurs l’essentiel de ce qu’il faut savoir sur le quotidien de la femme aussi bien en milieu rural qu’en zone urbaine. 

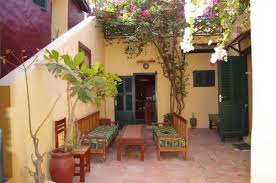
Véranda au sein du musée de la femme.

## Collections
Le musée de la Femme Henriette-Bathily a été transféré en 2015 de Gorée à Dakar, à la Place du Souvenir Africain et de la Diaspora. La grande salle du premier étage illustre le rôle de la femme au sein de la société traditionnelle grâce à de nombreux objets et accessoires : parures, objets spirituels (gris-gris...), objets de la vie quotidienne (calebasses...), photos en noir et blanc... Une partie est ensuite dédiée aux femmes célèbres contemporaines qui ont marqué le Sénégal comme Aminata Fall, chanteuse de jazz, ou Yaye Amy Seck, championne du monde de karaté junior en 1996. La visite se termine par la projection d'un court-métrage d'Ousmane William Baye, Dial Diali, où le réalisateur lève le voile sur l'intimité des femmes sénégalaises. Le rez-de-chaussée accueille des expositions temporaires, renouvelées tous les six mois, sur la thématique des femmes.
À Gorée, dans une demeure coloniale à deux étages, construite en 1777, ayant appartenu à une riche signare, Victoria Albis et qui fut jusqu'en 1962 la propriété de la famille Angrand, en particulier d'Armand-Pierre Angrand descendant de signare, écrivain, maire de Gorée et premier maire de couleur de Dakar en 1936, on trouvait des objets usuels, des outils agricoles, des instruments de musique, des poteries, des vanneries, ainsi que des photographies permettant de mieux comprendre la vie quotidienne de la femme dans le pays. Les grandes figures de l'émancipation féminine au Sénégal y sont aussi célébrées, par exemple la romancière Aminata Sow Fall. Cette  maison a été autrefois un  tribunal puis le Musée de l’Institut fondamental d'Afrique noire qui a succédé en 1966 à Institut français d'Afrique noire. Les collections ont été transférées à Dakar.

## Activités

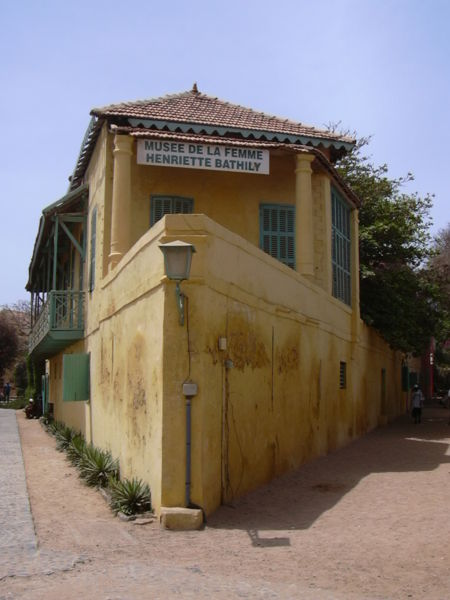
L'ancienne maison de Victoria Albis.

Des ateliers y étaient organisés et les femmes de l'île s'y retrouvaient pour travailler ensemble, suivre des cours d'alphabétisation ou recevoir une formation à l'artisanat (teinture, batik, tissage ou broderie traditionnelle). 
Des projets spécifiques sont destinés aux femmes handicapées. Les ateliers de formation, sont en suspens, en attendant de trouver l'espace dans lequel ils seront organisés.
Le 8 mars 2023 par exemple, le musée met en avant Yewwu Yewwi, la première association féministe libérale au Sénégal, en présence de Marie-Angélique Savané.

## Illustrations

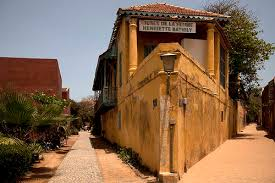
Autre vue du musée Henriette-Bathily de Gorée.

Ce Musée est marqué par une première originalité. Crée en 1994, il est le premier musée de la femme en Afrique et le premier musée privé du Sénégal. Cet édifice hors du commun a pris vie grâce à l’initiative d’une femme : Annette Mbaye d'Erneville, poétesse et journaliste sénégalaise. Baptisé « Musée de la Femme, Henriette-Bathily » en l’honneur de celle-ci, cette structure entend donner la voix à des femmes venues d’horizons multiples, porteuses de savoir-faire ancestraux ou novatrices dans des domaines tels que les arts ou la littérature. La seconde originalité propre à ce lieu est sa localité. Placée en face de la Maison des Esclaves, cette bâtisse était anciennement la maison de la Signare Victoria Albis, symbole par excellence de la féminité sur l’île de Gorée.